# Pólko (Skarszewy)
Pólko – część miasta Skarszewy w Polsce, w województwie pomorskim, w powiecie starogardzkim, w gminie Skarszewy. Do 31 grudnia 2011 r. była częścią wsi Bolesławowo.